# Twin Dome Combustion Chamber
Een Twin Dome Combustion Chamber is een verbrandingsruimte met een dubbele koepelvorm (dome) bij sommige motorfietsen van het merk Suzuki, o.a de Suzuki GR 650. Hierin ontstaan twee grote blusspleten die zorgen voor een goede werveling van het mengsel. Dit is vergelijkbaar met de Side Squish Combustion Chambers van Harley-Davidson Evolution-blokken.